# Stephanopholis philippinensis
Stephanopholis philippinensis är en skalbaggsart som beskrevs av Brenske 1896. Stephanopholis philippinensis ingår i släktet Stephanopholis och familjen Melolonthidae. Inga underarter finns listade i Catalogue of Life.